# Каракалпакски език
Каракалпакският език (самоназвание: Қарақалпақ тили, Qaraqalpaq tili) е тюркски език, говорен от каракалпаците в Каракалпакстан, Узбекистан. Той се дели на два диалекта: североизточен и югоизточен каракалпакски. Езикът е много близък до казахския и понякога е класифициран като негов диалект.

## Класификация
Каракалпакският е част от къпчакските езици, които са разклонение на тюркското семейство. Поради близкото си географско положение до узбекския, каракалпакската лексика и граматика са силно повлияни от узбекския. Езикът е аглутинативен, има гласова хармония и няма граматически родове. Словесният ред е подлог – допълнение – сказуемо. Литературната каракалпакска норма се основава на североизточния диалект.
Разпространен е основно в северозападните части на Узбекистан (Каракалпакстан), но се среща и в Хорезъмска и Ферганска области в Узберкистан, някои райони в Туркменистан и Казахстан, Астраханска област в Русия и на места в Афганистан.

## Социолингвистична информация
Езикът е говорен от около 410 хил. души. Основната част от говорещите са каракалпаците от Каракалпакстан, където езикът е официален. Извън Узбекистан говорещите каракалпакски наброяват около три хиляди души.
Литературната норма е създадена по съветско време на базата на североизточния диалект, а по-рано се е използвала писмеността на езикът тюрки. Каракалпакски се изучава в началните и средните училища в републиката, а в град Нукус се издава вестник на каракалпакски – „Erkin Qaraqalpaqstan“. 1 декември се счита за ден на каракалпакския език.
Различават се два диалекта на езика, но немският лингвист Карл Хейнрих Менгес споменава възможност за трети диалект, говорен във Ферганската долина.

## Писменост
От 1924 до 1928 г. се използва арабска азбука, а от 1928 до 1940 г. – латинска азбука. През 1940 г., в рамките на процеса по кирилизация на езиците в СССР е въведена азбука на основата на кирилицата. Нейният вариант е утвърден през 1957 г.
Кирилска каракалпакска азбука:
| А а | Ә ә | Б б | В в | Г г | Ғ ғ | Д д | Е е | Ё ё |
| Ж ж | З з | И и | Й й | К к | Қ қ | Л л | М м | Н н |
| Ң ң | О о | Ө ө | П п | Р р | С с | Т т | У у | Ү ү |
| Ў ў | Ф ф | Х х | Ҳ ҳ | Ц ц | Ч ч | Ш ш | Щ щ | Ъ ъ |
| Ы ы | Ь ь | Э э | Ю ю | Я я |     |     |     |     |

След провъзгласяването на независимостта на Узбекистан, узбекският и каракалпакският приемат отново латинската азбука през 1994 г. Първоначалният вариант е бил близък до турската писменост, но по-късно са внесени изменения. Последните промени по каракалпакската азбука са внесени през 2009 г.
Съвременна каракалпакска азбука:
| A a | Á á | B b | D d | E e   | F f   | G g |
| Ǵ ǵ | H h | X x | Í ı | I i   | J j   | K k |
| Q q | L l | M m | N n | Ń ń   | O o   | Ó ó |
| P p | R r | S s | T t | U u   | Ú ú   | V v |
| W w | Y y | Z z | C c | Sh sh | Ch ch |     |

Преходът към новата писменост е трябвало да бъде осъществен до 2005 г., но кирилската азбука все още се използва широко.